# Paul Couturiau
 (novembre 2023).
 (novembre 2023).
Si vous disposez d'ouvrages ou d'articles de référence ou si vous connaissez des sites web de qualité traitant du thème abordé ici, merci de compléter l'article en donnant les références utiles à sa vérifiabilité et en les liant à la section « Notes et références ».
Paul Couturiau, né le 27 juillet 1952 à Bruxelles (province de Brabant), est un écrivain belge de langue française. Il a commencé par s'illustrer dans le roman policier. Son premier roman Boulevard des Ombres a remporté le grand prix de littérature policière 1993. Il publie également des romans historiques : le premier, Le Paravent de Soie Rouge, a remporté le prix des Maisons de la Presse 2002. Sa première biographie a été sélectionnée pour le prix Femina essai.

## Biographie
Paul Couturiau naît le 27 juillet 1952 à Bruxelles. Il aborde l'écriture par de nombreuses facettes : la traduction scientifique et littéraire, le théâtre, le roman, la bande dessinée mais aussi la publicité ; celle-ci constitue d'ailleurs sa formation de base.
Au début des années 1970, il est à l'origine de la création d'une troupe de théâtre amateur, qui a ensuite été invitée à se produire au petit théâtre de l'Île Saint-Louis, à deux pas de la Grand-Place de Bruxelles. Parmi ses créations, un spectacle consacré à Boris Vian, Un mort Bien Vian, lequel a été créé au 44, une discothèque située dans le parking du Passage 44, en présence d'Ursula Kubler, seconde épouse de Boris Vian.
Pendant vingt ans, il collabore avec les Éditions du Rocher. Il est d'abord conseiller littéraire et traducteur, ce qui lui permet de traduire de nombreux auteurs anglo-saxons par exemple Mary Shelley, Somerset Maugham et Paul Pines.
Amené par son métier à faire de nombreux séjours aux États-Unis, il tombe amoureux de ce grand pays en particulier les villes de New York et San Francisco. 
De janvier 1991 à juin 1992, il dirige les éditions Claude Lefrancq, avant d'être rappelé à Paris par les Éditions du Rocher, pour y prendre la direction d'une collection, puis d'un département.
En 2002, il rejoint, comme auteur, les Presses de la Cité. Ses livres sont également publiés par les Éditions Feryane, France Loisirs, Belgique Loisirs, Pocket et Reader's Digest.
De mars 2006 à mai 2010, il vit au Vietnam, où son roman Paradis Perdu est traduit. En mai 2010, il revient à Bruxelles, où il continue à collaborer avec les Presses de la Cité.
En juin 2013, Paul Couturiau s'installe dans la région messine. Sa rencontre avec Patrick Basso, réalisateur lorrain, lui permet de s'essayer à une forme d'écriture à laquelle il ne s'était pas encore frotté. Il écrit ainsi le scénario de plusieurs documentaires (Robert Schuman, l'Europe en héritage, 1870, la chute d'un Empire, Jean-Marie Pelt, le jardinier du bon Dieu, La Rocambolesque Histoire des vases de Yutz) et d'un long métrage policier : Le Mort de la Cour d'Or.
En 2021, il est lauréat d’une bourse d'appoint de la Fédération Wallonie-Bruxelles.

## Œuvres

### Littérature
- 1991 : Boulevard des Ombres (Éd. Lefrancq- Éd. du Rocher), Éditions Otago (2020) Grand Prix de Littérature Policière 1993
- 1992 : Blues pour Mary Jane (Éd. du Rocher), Éditions Otago (2020)
- La Folie Halloween, Éditions du Rocher, 1996
- La Justice de Salomon, Murder Inc., 1999
- Les Damnés de l’Éden, Éditions du Rocher, 2001
- Séverine, l’insurgée, Éditions du Rocher, 2001 (ISBN 9782268040547) finaliste du Femina essai 2001
- Le Paravent de soie rouge, Presses de la Cité, 2022 (ISBN 9782744157943)  Prix Maison de la Presse 2002
- En passant par la Lorraine, Presses de la Cité, 2003 (ISBN 9782702888520)
- Le Paravent déchiré, Presses de la Cité, 2003 (ISBN 9782744165412)
- L’Inconnue de Saigon, Presses de la Cité, 2004 (ISBN 9782266157919)
- Requiem en eau trouble, Fleuve Noir, 2004 (ISBN 9782265076433)
- Les Amants du Fleuve Rouge, Presses de la Cité, 2005.
- Le Pianiste de La Nouvelle-Orléans, Presses de la Cité, 2005 (ISBN 9782258066946)
- Les Brumes de San Francisco, Presses de la Cité, 2006 (ISBN 9782258068155)
- Paradis perdu, Presses de la Cité, 2007 (ISBN 9782258071407)
- Mary Shelley… Shelley, Byron, Frankenstein et les autres, Ramsay, 2008 (ISBN 9782841149230)
- Cent ans avant de nous séparer, Presses de la Cité, 2008 (ISBN 9782258074569)
- Comme un parfum d’ylang-ylang, Presses de la Cité, 2009 (ISBN 9782258077850)
- L'Abbaye aux loups, Presses de la Cité, 2010 (ISBN 9782258081000)
- Les Silences de Margaret, Presses de la Cité, 2011 (ISBN 9782258083417) Prix des Conseils Généraux de Lorraine 2011
- L'Ange de la Renardière, Michel Lafon, 2012 (ISBN 9782749916835)
- Allegra, Genèse Éditions, 2014
- Je meurs de ce qui vous fait vivre, Presses de la Cité, 2015 (ISBN 9782258117549)
- L'Âme de la nature, Genèse éditions, 2015
- Je partirai pour les terres lointaines, Alain Jourdan, 2016 (ISBN 9782874664250)
- Ce feu qui me dévore, Presses de la Cité, 2018 (ISBN 978-2-258-13771-4)
- La Porte de l'enfer, Otago, 2020 (ISBN 978-2379-920325)
- Savannah, Géorgie, une si jolie scène de crime, Sept.ch, 2022 (ISBN 978-2940-625468)
- Circus, Otago, 2023 (ISBN 978-2379-920745)
- Les Disparus de la Cour d'Or, Presse de la cité, 2024 (ISBN 9782258204201)
- Retour à la vallée des Anges, Presses de la Cité, 2025 (ISBN 9782258209640)

### Traductions
- Frankenstein ou Le prométhée moderne, Éditions du Rocher, 1988
- William Somerset Maugham (trad. Sabine Delattre et Paul Couturiau, préf. Hector Bianciotti), Mémoires [« The Summing Up »], Paris, Les Belles Lettres, coll. « Domaine étranger », 2024, 340 p. (ISBN 978-2251455426)

### Romans pour la jeunesse
- Andrew Jackson, vie et mort d’une légende, Éditeurs Duculot, 1992.
- Protection des Mineurs, Éditions Casterman, 1997.
- La Disquette volée, Bayard Presse, coll. « Je bouquine », 1997.

### Scénarios de bande dessinée
- 1 Sombre Mardi gras[3], Claude Lefrancq, coll. « BDEvasion », Bruxelles, novembre 1991
Scénario : Paul Couturiau - Dessin : Angelo Di Marco - Couleurs : noir et blanc -  (ISBN 2871530750)
- Le Dernier des Mohicans, Claude Lefrancq, coll. « BDEcrivain », Bruxelles, août 1992
Scénario : Paul Couturiau - Dessin : Ersel - Couleurs : Vera Bohnen -  (ISBN 2871531226),Adaptation de James Fenimore Cooper.

## Filmographie

### Scénariste

#### Télévision
- 2013 : Robert Schuman, l'Europe en héritage de Patrick Basso
- 2014 : 1870, la chute d'un Empire de Patrick Basso
- 2016 : Jean-Marie Pelt, le jardinier du Bon Dieu[4] avec Dominique Hennequin de Patrick Basso
- 2017 : La Rocambolesque Histoire des vases de Yutz de Patrick Basso
- 2020 : Malbrouck s'en va-t'en guerre ou l'histoire d'un château en Lorraine de Patrick Basso
- 2021 : Journal d'un exil de Patrick Basso

#### Cinéma
- 2015 : Le Mort de la Cour d'Or[5] de Patrick Basso.

## Prix littéraires

### Sélections
- 1992 : prix de la PEEP pour Andrew Jackson, vie et mort d'une légende
- 1992 : prix Saint-Exupéry pour Andrew Jackson, vie et mort d'une légende
- 1992 : prix du Salon jeunesse de Montreuil pour Andrew Jackson, vie et mort d'une légende
- 2001 : prix Polar pour Les Damnés de l'Éden
- 2001 : prix Femina essai pour Séverine, l'insurgée
- 2001 : prix Cazes pour Séverine, l'insurgée
- 2011 : prix Erckmann-Chatrian pour Les Silences de Margaret[6]
- 2015 : prix Erckmann-Chatrian pour Je meurs de ce qui vous fait vivre[7]

### Prix
- 1993 : Grand prix de littérature policière pour Boulevard des ombres[2] ;
- 2002 : prix des Maisons de la Presse pour Le Paravent de soie rouge[2] ;
- 2011 : prix des Conseils Généraux de Lorraine[8].

#### Articles
- Paul Mathieu, « Dossier L - Hors série - Paul Couturiau », Service du Livre Luxembourgeois, Province de Luxembourg,‎ s.d. (lire en ligne [PDF], consulté le 31 janvier 2024).